# Лопес Васкес, Оскар
О́скар Ло́пес Ва́скес (исп. Óscar López Vázquez; 2 апреля 1939, Медельин — 20 декабря 2005, Кали) — колумбийский футболист, участник чемпионата мира по футболу 1962 года.

## Биография

### Игровая карьера

#### Клубная карьера
Лопес Васкес начинал карьеру в клубе «Онсе Кальдас», за который отыграл два сезона.
В 1964 году перешёл в «Депортиво Кали», в котором отыграл 10 сезонов, став частью знаменитой команды, в составе которой выиграл 5 чемпионских титулов.

#### Международная карьера
В составе сборной Колумбии был участником чемпионата мира 1962 года, на котором сыграл во всех трёх матчах своей сборной, но Колумбия заняла последнее место в своей группе.
В следующем году играл на Чемпионате Южной Америки, по итогам которого колумбийцы заняли последнее место.

### Смерть
Скончался 20 декабря 2005 года в возрасте 66 лет от аневризмы брюшной полости.

## Достижения
«Депортиво Кали»
- Чемпион Колумбии (5): 1965, 1967, 1969, 1970, 1974